# Astragalus mundulus
Astragalus mundulus är en ärtväxtart som beskrevs av Dieter Podlech. Astragalus mundulus ingår i släktet vedlar, och familjen ärtväxter. Inga underarter finns listade i Catalogue of Life.